# ماروبيني
ماروبيني هي (شركة تجارية عامة) يقع مقرها الرئيسي في نيهونباشي ، تشو ، طوكيو ، اليابان .  إنها خامس أكبر شركة تجارية عامة ولديها حصص سوقية رائدة في تجارة الحبوب ولب الورق وكذلك أعمال المصانع الكهربائية والصناعية القوية. ماروبيني هو عضو في ميزوهو كيريتسو .

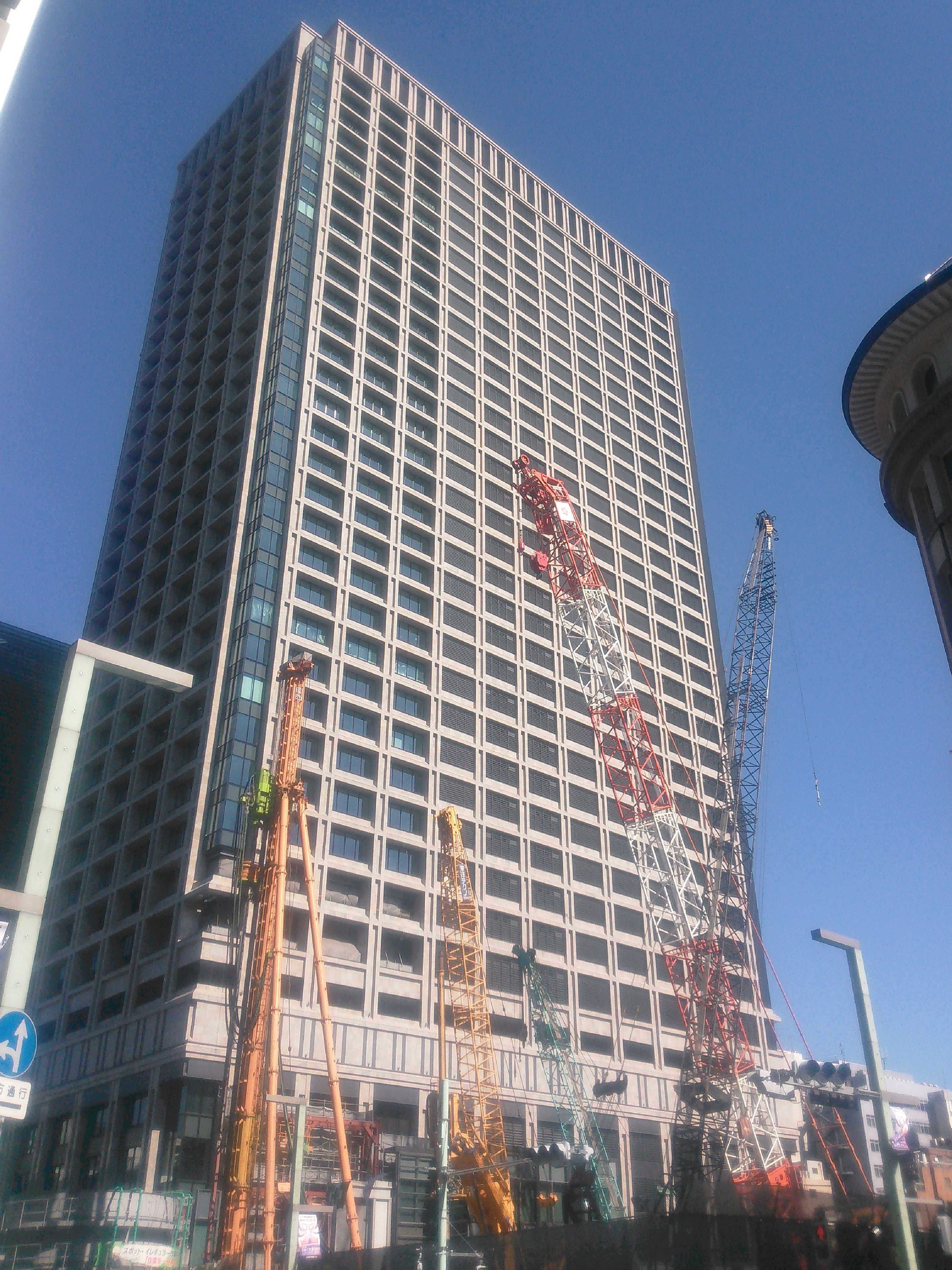
المكتب الرئيسي في نيهونباشي ، تشو، طوكيو، اليابان

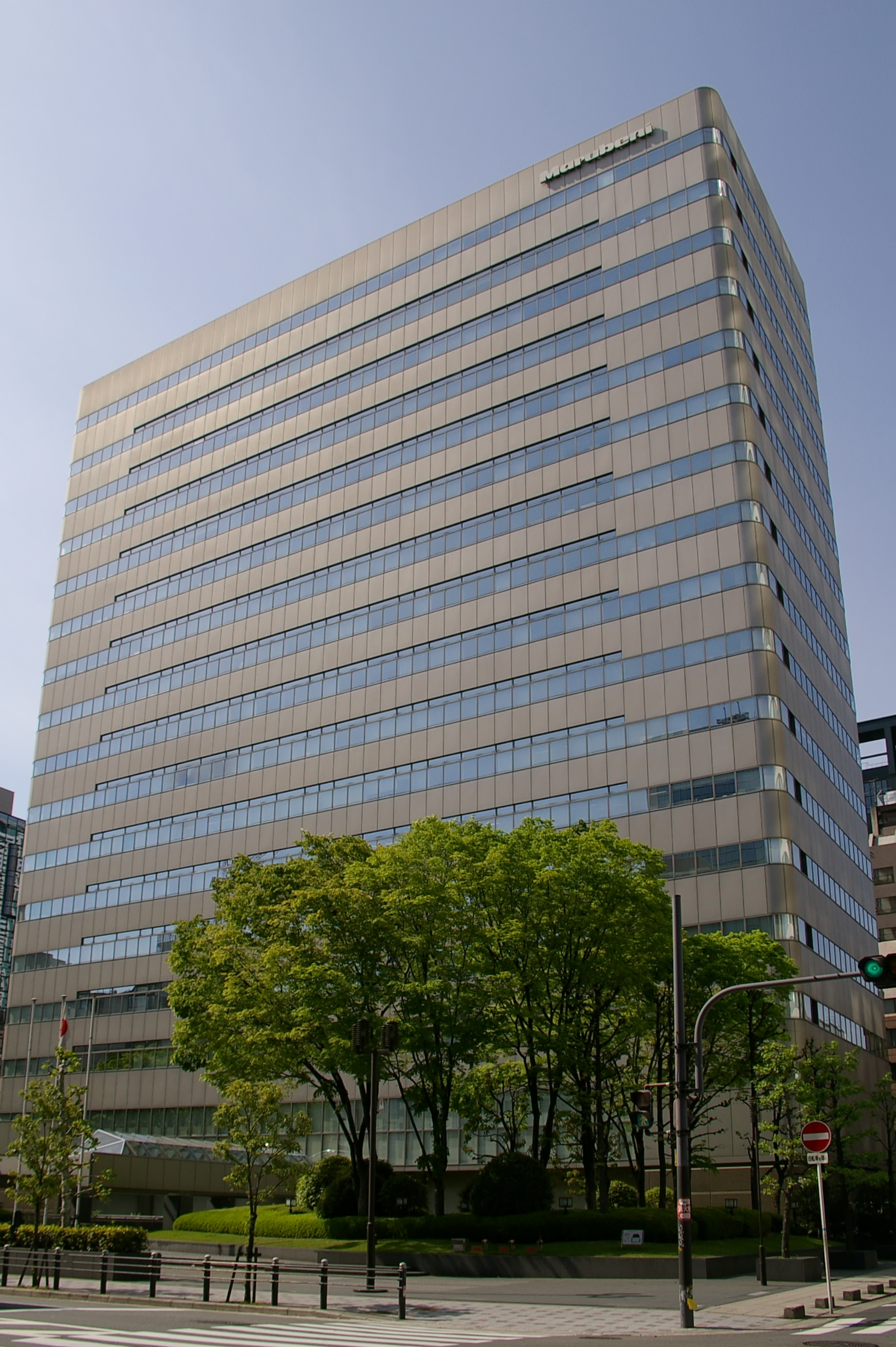
مكتب أوساكا في هوماتشي ، تشو كو ، أوساكا ، اليابان

## روابط خارجية
- (بالإنجليزية) www.marubeni.com
- (بالإنجليزية) * Marubeni Europe plc
- ماروبيني باور